# حمزة روبيرتو بيكاردو
حمزة روبيرتو بيكاردو (بالإيطالية: Hamza Piccardo)‏ عضو المجلس التوجيهي لـUCOOII، اتحاد الهيئات والجاليات الإسلامية في إيطاليا، بالإضافة إلى أنّه الشّخص النّاطق باسم الشبكة الإسلامية الأوروبية.
اعتنق الدين الإسلامي بعد بضعة سنوات بعد نهاية خدمته العسكرية في 1974. في 1985 بدأ بالصّلاة وبعد خمسة سنوات، بدأ بالصّوم.

## روابط خارجيّة
- مقابلة مع حمزة بيكاردو
- بيكاردو سيرته الذاتية على الويب زومأنفو
- اتحاد الهيئات والجاليات الإسلامية في إيطاليا - الموقع الرسمي
- بيكاردو.. مترجم القرآن للإيطالية، إسلام أون لاين، 3 ديسمبر 2008